# Bakos Piroska
Bakos Piroska (Kapuvár, 1975. február 14. –) híradós műsorvezető, szerkesztő, közszereplő.

## Élete
A soproni Berzsenyi Dániel Evangélikus Gimnázium (Líceum) diákja volt, a Janus Pannonius Tudományegyetem magyar-kommunikáció szakán szerzett diplomát Pécsett. Közben ösztöndíjjal egy szemesztert Frankfurt/Oder egyetemén végzett, majd Berlinben járt újságíró iskolába. Mivel anyanyelvi szinten beszél németül, többször gyakornokoskodott német televízióknál (ZDF, SAT1).
Magyarországi pályáját a Magyar Televízió Regionális Szerkesztőségénél kezdte Sopronban, onnan került Budapestre az MTV Híradójához riporternek, majd műsorvezetőnek. 2009-ben a németországi választások előtt meghívott szakértőként részt vett a ZDF vitaműsoraiban. Kevesen tudják róla, hogy operettprimadonnai hanggal rendelkezik, az MTV munkatársaiból álló zenekarával fellépett számos koncerten és a televízió régi, Szabadság téri székházának búcsúztatóeseményén.
2011-ben, Magyarország soros EU elnökségi időszakának szóvivői feladatait látta el. Munkájában nyújtott teljesítményéért, az elnökség sikeréhez tevőlegesen hozzájáruló munkája elismeréseként megkapta a Magyar Köztársasági Arany Érdemkereszt polgári tagozata kitüntetést.
2013-ban távozott a közmédiától és a Story TV Bárdos András által alapított Hí24 hírműsorának a külpolitikai szerkesztője és műsorvezetője lett egészen gyermeke megszületéséig (2014.). Ezzel párhuzamosan az ERASMUS program nagyköveteként tevékenykedett.
2020 április 15.-től a Mol kommunikációs vezetője.